# Mikuláš Dačický z Heslova

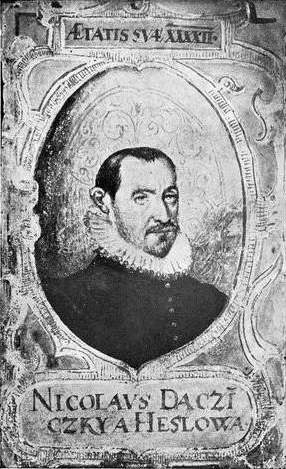
Mikuláš Dačický z Heslova

Mikuláš Dačický z Heslova (* 23. Dezember 1555 in Kuttenberg, Chrudimer Kreis, Königreich Böhmen; † 25. September 1626 ebenda) war ein tschechischer Schriftsteller und Adeliger.

## Leben
Er entstammte dem Adelsgeschlecht der Dačický von Heslov. Sein Leben galt als ausschweifend. Trotz eines hohen Erbes starb er verarmt. Wegen Raufereien und anderer alkoholbedingter Exzesse wurde er häufig verurteilt. Darunter war auch eine Verurteilung wegen Mordes an einem Mitglied der Familie der Kolowrat aus der Novohradskýer Linie (Novohradský z Kolovrat).

## Werke
Unter seinen Werken befindet sich eine Sammlung von sprichwörtlich gewordenen Redewendungen und satirischen Dialogen. Er verfasste außerdem eine Familienchronik, wobei hier die Anfänge des Geschlechts ungenau und erst die neueren Eintragungen detaillierter beschrieben wurden.